# SOUND GENIC
『SOUND GENIC』（サウンド・ジェニック）は、2017年4月3日からエフエム仙台（Date fm）で放送されている平日夕方のワイド番組（音楽番組）。

## 概要
Date fm開局35周年を契機に、『FLICK MOTION』の後番組として開始（ただし放送開始時間・終了時間ともに30分前倒しされた）。タワーレコード仙台パルコ店とのコラボレーションを元に、「『音楽』をとにかくメインに、大切に届けるプログラム」として開始した。
番組では、各曜日とも15分から20分おきに1曲流れる構成となっており、後半には宮城県ゆかりのミュージシャンが出演する「VOICE GENIC」、ゲストコーナーの「CROSS GENIC」が組まれている。

## 放送時間
- 2017年4月 - ：月曜 - 木曜 16:00 - 18:30

## 出演者

### 現在の出演者
パーソナリティ
- 月曜・火曜：井上崇[1]
- 水曜・木曜：千葉直樹[1]
  - 前番組『FLICK MOTION』から続投。

VOICE GENIC
- 月曜：中田裕二
- 火曜：萌江（2018年4月 - ）[2]
- 水曜：HUNGER（GAGLE、 2018年5月 - ）[1]
- 木曜：渡辺諒（ANTENA）

その他の出演者
- 大坂ともお（ゼビオ スポーツ パーク）[2]

### 過去の出演者
VOICE GENIC
- 月曜：渡邉幸愛（SUPER☆GiRLS）[1]
- 火曜：竹森マサユキ（カラーボトル、放送開始 - 2018年3月）
- 木曜：たすくこま（YouTuber）[1]、ティーナ・カリーナ（放送開始 - 2018年3月）

その他の出演者
- 中村マサトシ（音楽のまち 加美町）[2]

## タイムテーブル
2022年10月時点。
- 16:38 - ゼビオ スポーツ パーク（木曜のみ）
- 16:55 - Date fm MEGA PLAY
- 17:00 - Traffic Information[5]
- 17:15 - SUZUKI No.1 Factory
- 17:25 - Weather Information
- 17:30 - Traffic Information[5]
- 17:35 - VOICE GENIC
- 18:01 - CROSS GENIC
- 18:20 - Traffic Information[5]

## 現在のコーナー
ゼビオ スポーツ パーク
- 木曜日のコーナー。あすと長町（宮城県仙台市太白区）にある「ゼビオスポーツパーク」のイベント情報などを、同施設の宣伝部長である大坂ともおが伝えている。

VOICE GENIC
- 宮城県出身者、もしくは仙台を拠点に活動しているアーティストが自身の得意分野で音楽を紹介するコーナー。なかでも、火曜日の萌江は「ただのホヤ好きの女」というコーナージングルが使用されている。

CROSS GENIC
- ゲストがいる場合はこの枠に出演。いない場合はリクエストまたはアーティストの特集コーナーとなる。

## 過去のコーナー
音楽のまち 加美町
- 火曜日に放送されたコーナー。加美町観光大使の中村マサトシが加美町の職員などに町の情報を尋ねる内容となっている。